# Nathalie Teirlinck
 (octobre 2017).
Si vous disposez d'ouvrages ou d'articles de référence ou si vous connaissez des sites web de qualité traitant du thème abordé ici, merci de compléter l'article en donnant les références utiles à sa vérifiabilité et en les liant à la section « Notes et références ».
Nathalie Teirlinck (prononcé en néerlandais : [nataˈliː ˈtɛːrlɪŋk]), née à Bruxelles en 1985, est une cinéaste et scénariste belge.

## Biographie
Elle étudie à la faculté de cinématographie de l'Académie royale des beaux-arts de Gand en 2007. Ses trois courts-métrages (Anémone [2006], Juliette [2007], Venus vs. Me [2010]) sont très bien reçus chez les festivals de film internationaux[réf. nécessaire]. Anémone et Juliette reçoivent le prix du meilleur court-métrage au Festival international du film de Flandre-Gand. Anémone est nommé au Festival Locarno et Venus vs. Me gagne le V.A.F. WildCard et le prix de l'Académie européenne du cinéma en 2010.
Après ceci, Teirlinck réalise aussi des clips pour plusieurs artistes, parmi eux Novastar, Lady Linn, Admiral Freebee et Amenra. En 2009, elle entre dans le monde du théâtre et réalise la production Send All Your Horses ; elle réalise ensuite trois productions : Yesterday (2011), Staring Girl (2012) et Slumberland (2015). Ces deux derniers seront nommés pour le Theaterfestival, et Slumberland gagne le prix Music Theater Now à New York en 2015. Depuis 2012, Teirlinck est aussi instructrice invitée dans la faculté de cinématographie de l'Académie royale des beaux-arts de Gand.
Son premier long-métrage, Le Passé devant nous, dont l'actrice québécoise Evelyne Brochu incarne la protagoniste, sort en 2016. Le film, produit par Savage Film, est une co-production entre Danemark et les Pays-Bas. Le scénario gagne le prix Eurimages à CineMart pendant le Festival international du film de Rotterdam en 2015 et, en septembre 2017, gagne deux prix Ensor.

### Vie privée
Originaire de Bruxelles, elle habite à Gand depuis 2006. Elle est néerlandophone de langue maternelle et parle couramment le français, et l'anglais.

## Filmographie

### Courts-métrages
- 2006 : Anémone
- 2007 : Juliette
- 2010 : Venus vs. Me

### Longs-métrages
- 2016 : Le Passé devant nous

## Récompenses
- Festival international du film de Flandre-Gand 2006 : Prix du meilleur film d'étudiant flamand pour Anémone
- Festival international du film de Flandre-Gand 2007 : Prix du meilleur film d'étudiant flamand pour Juliette
- Berlinale 2010 : Prix du meilleur court-métrage européen pour Venus vs. Me
- Ensor 2017 : Prix du meilleur début pour Le Passé devant nous
- Ensor 2017 : Prix de l'industrie pour Le Passé devant nous
- Festival international Music & Cinema Marseille 2017 : mention spéciale du jury[6].